# AOK Sachsen-Anhalt

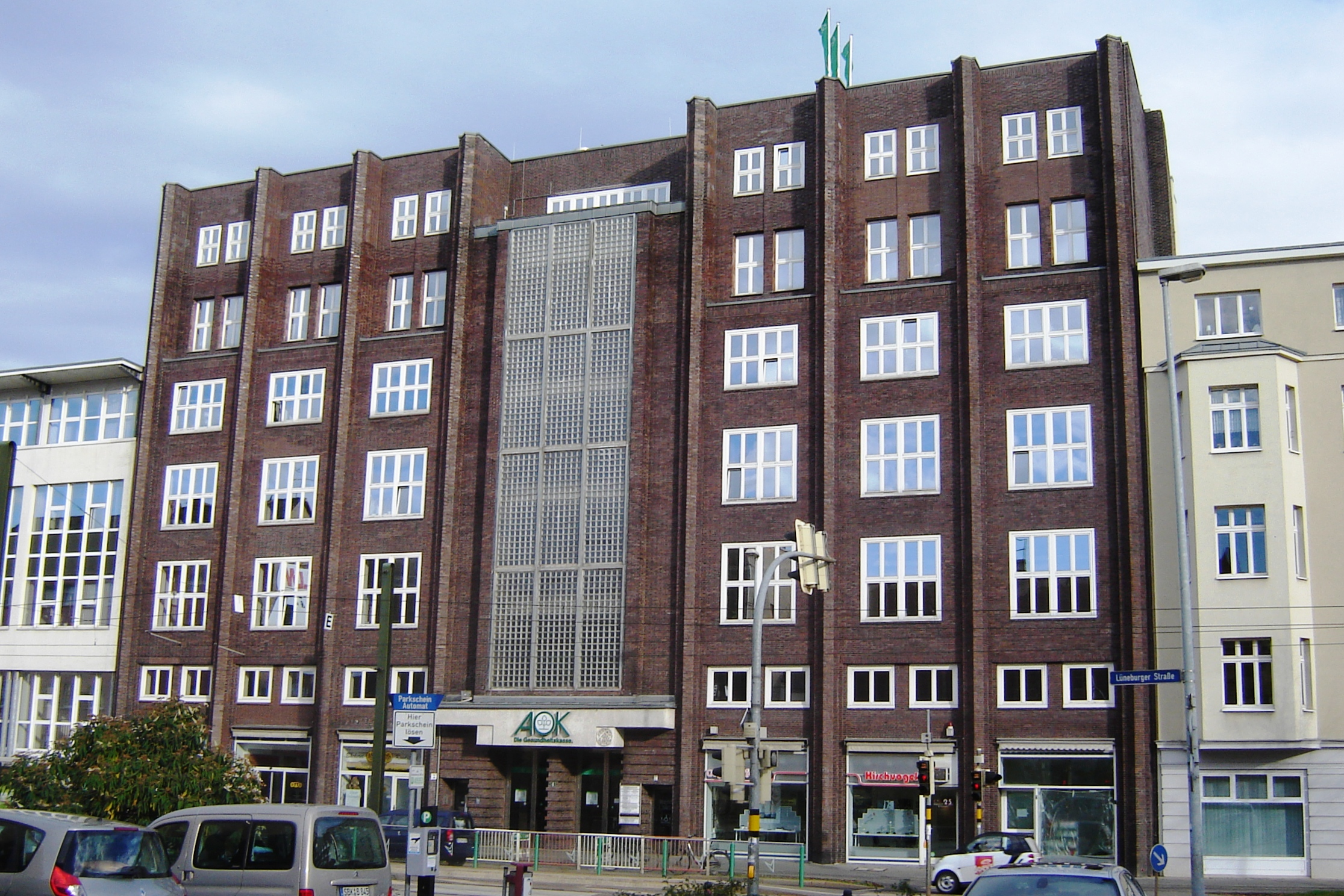
Sitz der AOK in Magdeburg

Die AOK Sachsen-Anhalt – Die Gesundheitskasse mit Sitz in Magdeburg ist ein Träger der gesetzlichen Krankenversicherung aus der Gruppe der Allgemeinen Ortskrankenkassen und eine Pflegekasse für Sachsen-Anhalt.

## Geschichte
Erste Erwähnungen einer Kasse zur finanziellen Absicherung von Krankheit oder Tod in der Region finden sich in der „Thalordnung“ der Halleschen Pfännerschaft von 1386. Im 17. und 18. Jahrhundert wurden in Magdeburg und Umgebung von anderen Gewerben weitere Hilfs- und Unterstützungskassen eingerichtet, der Zugang war den jeweils im entsprechenden Beruf tätigen Männern vorbehalten. Auch bereits vorhandene Krankheiten machten eine Mitgliedschaft unmöglich. Im Krankheitsfall bekam das Mitglied eine festgesetzte Geldsumme, um den Arztbesuch zu bezahlen, Krankengeld und Sterbegeld wurden ebenfalls ausbezahlt.
Nach der Verabschiedung des Gesetzes über die Krankenversicherung 1883 setzte eine erneute Gründungswelle in verschiedenen Branchen ein. Von nun an konnten nicht nur die jeweiligen Industriezweige oder Berufsgruppen, sondern auch die Gemeinden Krankenkassen gründen, in der Folge entstanden die Allgemeinen Ortskrankenkassen.
Die AOK Magdeburg ging im Jahr 1884 aus der „Allgemeinen Unterstützungskasse für gewerbliche Arbeiter, eingeschriebene Hilfskasse“ hervor. Im Jahr darauf lösten sich diverse Berufskassen auf und ihre Mitglieder traten der neugegründeten Kasse bei. So stieg die Anzahl der Versicherten 1885 auf 1.700, eine vergleichsweise große Zahl, hatten die übrigen Kassen zu dieser Zeit durchschnittlich 237 Mitglieder.
In Halle kam es erst im Jahr 1914 zur Neugründung der dortigen AOK, da der ursprüngliche Plan, bestehende Branchenkassen zusammenzufassen, gescheitert war.
Gab es zum Ende des 19. Jahrhunderts noch jeweils rund 50 Kassen in den Städten Halle und Magdeburg, so reduzierte sich ihre Zahl nach dem Ende des Ersten Weltkriegs deutlich. Viele der Berufskassen gingen dabei in den AOKs auf, so verzeichnete die AOK Magdeburg einen Mitgliederzuwachs von 30.000 (1914) auf 53.000 im Jahr 1925.
Im Sommer 1927 nahm die Verwaltung der AOK Magdeburg ihre Tätigkeit im neugebauten Hauptgebäude in der Lüneburger Straße auf, wo sie auch heute noch ansässig ist. Auch in Halle und den übrigen Städten des heutigen Sachsen-Anhalts entstanden in diesem Zeitraum neue Verwaltungssitze.
Während des NS-Regimes wurden die Krankenkassen – wie auch die Gewerkschaften und andere Institutionen – gleichgeschaltet. In diesem Zuge wurden die Selbstverwaltung abgeschafft und die Gebäude der AOK durch die NSDAP in Besitz genommen und umfunktioniert.
1947 wurden die Unfall-, Renten- und Krankenversicherungen in der sowjetischen Besatzungszone zusammengefasst und die bisherigen Versicherungsträger offiziell aufgelöst. Einige AOKs und Betriebskassen konnten ihren Betrieb trotzdem bis zur offiziellen Gründung der DDR 1949 aufrechterhalten. Die Sozialversicherung war zentralistisch organisiert, die Verwaltung und letztendlich auch die organisatorische, finanzielle und politische Leitung wurde ab 1951 vom FDGB übernommen.
Nach der Wende wurden durch das neue Gesetz über die Sozialversicherung (SVG) vom 4. Juli 1990 und das Krankenkasseneinrichtungsgesetz festgelegt, das Krankenversicherungssystem der alten Bundesländer auf die neuen zu übertragen. Mit Hilfe der AOK aus Niedersachsen und dem AOK-Bundesverband wurde die AOK Sachsen-Anhalt nach 57 Jahren wieder zu einer selbstverwalteten Krankenkasse. Die Filialen in Magdeburg und Halle nahmen ihren Betrieb am 2. Januar 1991 wieder auf, am 3. Mai 1991 wurden auf den Vertreterversammlungen der AOK Halle und AOK Magdeburg die Geschäftsführungen gewählt.
1998 fusionierten die AOK Halle und AOK Magdeburg zur AOK Sachsen-Anhalt, am 1. April 2009 vereinigten sich die BKK Sachsen-Anhalt und die AOK Sachsen-Anhalt zur AOK Sachsen-Anhalt.

## Vorstand
| Amtszeit          | Name Vorstand                                              |
| ----------------- | ---------------------------------------------------------- |
|                   | Günter Kasten (Vorsitzender) Gerd Kuhnert (Stellvertreter) |
|                   | Uwe Deh                                                    |
| seit Oktober 2011 | Ralf Dralle                                                |